# EBRI
EBRI（えぶり）、通称「ËBRI」とは、北海道江別市東野幌町に所在する商業施設である。施設名である「EBRI」は「EBETSU（江別）」と「BRICK（レンガ）」の造語から生まれた名称である。
また、本記事では、前身である旧ヒダ工場（旧肥田製陶工場）についても述べる。

## 概要
ËBRIは、「三次的に生まれる人とのつながり、食文化、ライフスタイルをつくる拠点」として、江別の人との交流・江別の新商品開発・地元市民があつまる拠点を目指している、江別に残る近代産業遺産のレンガ工場を拠点に「こだわりフードとくらしのもの」をコンセプトにしたローカル商業施設である。
2014年（平成26年）8月に民間のアイデアと力により、優れた文化的価値を活かしつつ魅力ある施設として再生し利活用を図るため、江別市は保存活用に関する事業者を公募し、ストアプロジェクト株式会社と20年間の土地建物の使用賃借契約を締結した。その後、旧ヒダ工場の文化的価値を活かしつつ地域経済活性化をもたらす施設として活用するため改修工事を実施し、2016年（平成28年）3月に商業施設「ËBRI」としてグランドオープンした。また、2020年（令和2年）7月には第17回公共建築賞「地域特別賞」、2024年にはGOOD DESIGN賞を受賞した。

## 店舗
ËBRIには以下の店舗などがある。
- ËBRI STORE
- ËBRI MARKET
- ËBRI PUBRICK SPACE
- おいで屋（えぶり市場）
- まちのやおやさん（えぶり市場）
- NOPPOROCOFFEE
- WINE SHOP MARCOMAR
- MELROSE CLAIRE
- 江別アンテナショップGET'S

## アクセス

### 所在地
- 郵便番号：069-0821[1]
- 所在地：北海道江別市東野幌町3-3[1]

### 交通アクセス
自動車
- 江別西ICより自動車で10分（付属駐車場：約100台）[1]

バス
- 夕鉄バス 江別・札幌線 野幌バスターミナルまたは野幌東町から徒歩2分[2]

鉄道
- JR野幌駅より徒歩5分[1][2]

## 旧ヒダ工場
旧ヒダ工場（きゅうひだこうじょう）・旧肥田製陶工場（きゅうひだせいとうこうじょう）とは、北海道江別市東野幌町に所在する建築物であり、近代化産業遺産・登録有形文化財である。ËBRIの前身。

### 概要
窯業で栄えた市中心部にある旧窯業工場。切妻造鉄板葺の平屋建、T字型平面の煉瓦造にL字型平面の鉄筋コンクリート造の増築部を連ねた不整形な建物で、増築部の壁を煉瓦積として一体感のある外観をつくる。近代江別の象徴的存在で、地域に親しまれている。構造は煉瓦造（新築部分）、鉄筋コンクリート造壁部分煉瓦積（増築部分）、屋根部分はいずれも木造トラス構造。
江別市は、1891年（明治24年）にれんがの製造が始まって以来、長い窯業の歴史がある。この歴史は、江別市（特に野幌地区）の産業として市民の生活を支えつつ、文化的にも大きな影響を与えてきた。（詳細は「江別のれんが」も参照。）旧ヒダ工場は、1998年（平成10年）に自主廃業した窯業会社「株式会社ヒダ」の工場跡である。当時は、江別市内に残されていた古くからある窯業工場のひとつであった。建物の構造にれんがが使用されており、JR函館本線に面し車窓からも見えることから、江別らしい建物として市民に愛されてきた。

### 歴史
1891年（明治24年）に江別でれんがの製造が始まり、1897年（明治30年）ごろには、野幌に北海道炭鉱鉄道会社がれんが工場を設置するなど北海道のれんが生産の中心地として栄えた。この建物は、愛知県常滑市より移住した、肥田房二が1941年（昭和16年）に設立した肥田製陶の工場。排水用、井戸用などのリブ管、集合煙突用素焼管、セラミックブロックなどを生産していた。1975年（昭和50年）ごろには、一時生産を止めていた時代もあったが、その後電気暖房器用の蓄熱れんがの生産も行われてきた。その後、1998年（平成10年）に、業績の不振などで廃業し、2000年（平成12年）10月に江別市がこの工場を歴史的建造物保存活用のために購入した。2019年（平成31年）3月には国の登録有形文化財に登録され、旧ヒダ工場は、江別市の産業遺産であるとともに、れんがのまち江別のシンボル的存在となっている。

#### 沿革
（この節の出典：）
- 1941年（昭和16年）：肥田房二が東野幌に土管の製造工場を設置し、土管製造を開始。
- 1947年（昭和22年）05月：肥田土管工場が「肥田製陶株式会社」となり、初代社長に肥田房二が就任。
- 1951年（昭和26年）06月：工場が火事で焼失。
- 1951年 - 1953年（昭和26年 - 昭和28年）：れんが造の窯業工場（現存の建物）を再建・増設。
- 1971年（昭和46年）02月：社名を「肥田製陶株式会社」から「株式会社ヒダ」に改称した。
- 1977年（昭和52年）12月：工場としての操業を中止。
- 昭和50年代後半：オール電化住宅用の蓄熱れんがの製造を開始し、再び工場として稼動開始。
- 1998年（平成10年）03月：「株式会社ヒダ」が自主廃業。
- 2000年（平成12年）10月：江別市が土地および建物を取得し、保存事業を開始。
- 2002年（平成14年）03月：建物利活用の一環として、建物の一部を利用した「江別グレシャムアンテナショップ」が開設。
- 2003年（平成15年）02月 - 03月：れんが造の「屋外煙突」を復元保存するために解体。
- 2003年（平成15年）06月 - 08月：れんが造の「屋外煙突」を復元。
- 2009年（平成21年）02月：近代化産業遺産に認定。
- 2014年（平成26年）08月 - 10月：保存活用に関する事業者を公募し、ストアプロジェクト株式会社が選定される。
- 2015年（平成27年）06月 - 12月：文化的価値を活かしつつ地域経済活性化をもたらす施設として活用するため改修工事が行われ、「江別グレシャムアンテナショップ」が一時閉店。
- 2015年（平成27年）12月：「江別グレシャムアンテナショップ」が「江別アンテナショップGET'S」に改称し、旧ヒダ工場が商業施設「EBRI」としてプレオープン。
- 2016年（平成28年）03月：商業施設「EBRI」がグランドオープン。
- 2019年（平成31年）03月：国の登録有形文化財に登録。
- 2020年（令和02年）07月：第17回公共建築賞「地域特別賞」を受賞。